# Vol 812 de Philipine Airlines
El vol 812 de Philipine Airlines fou un vol regular entre l'Aeroport Internacional Francisco Bangoy (Davao) i l'Aeroport Internacional Ninoy Aquino (prop de Manila), tots dos a les Filipines. El 25 de maig del 2000, un Airbus A330-301 que duia a terme el vol fou segrestat per un home posteriorment identificat com a Reginald Chua just abans de l'aterratge. El vol duia 278 passatgers i 13 tripulants a bord. Després d'un intent fallit de penetrar a la cabina de vol, Chua exigí als passatgers que posessin les seves pertinences de valor en una bossa que portava i saltà de l'avió amb un paracaigudes improvisat. El vol pogué prosseguir el seu trajecte i, tres dies més tard, el cadàver del segrestador fou trobat allà on havia caigut. La investigació conclogué que no se li havia obert el paracaigudes.